# 台19線
台19線（たいじゅうきゅうせん）は、彰化県彰化市から台南市永康区に至る台湾省道であり、「中央公路（ちゅうおうこうろ）」の別称で呼ばれる。

## 概要
- 全長：140.195Km
- 起点：彰化県彰化市（台1線の交差地点）
- 終点：台南市永康区（台1線の交差地点）
- 経由地：

## 歴史
| 年 | 月日 | 事跡 |
| -- | ---- | ---- |

## 通過する自治体
- 彰化県
  - 彰化市 - 秀水郷 - 埔塩郷 - 渓湖鎮 - 埤頭郷 - 竹塘郷

- 雲林県
  - 二崙郷 - 崙背郷 - 土庫鎮 - 褒忠郷 - 元長郷 - 北港鎮

- 嘉義県
  - 六脚郷 - 朴子市 - 義竹郷

- 台南市
  - 塩水区 - 学甲区 - 佳里区 - 安定区 - 安南区 - 永康区

## 接続する道路
- 高速道路
  - 彰化IC
  - 新吉IC

- 快速公路
  - 埔塩IC
  - 元長IC
  - 朴子IC
  - 学甲IC

## 支線

### 甲線
台南市塩水区を起点とし、高雄市梓官区を終点とする支線省道である。全長78.693Kmで、今の台湾で最も長い省道支線である。

#### 接続する道路
- 高速道路
  - 關廟IC
- 快速公路
  - 麻豆IC
  - 台19甲線平面交叉